# Leucania bifida
Leucania bifida är en fjärilsart som beskrevs av Charles E. Rungs 1955. Leucania bifida ingår i släktet Leucania och familjen nattflyn. Inga underarter finns listade i Catalogue of Life.